# 奥尔良之围
奥尔良之围发生于1428年10月12日—1429年5月8日之间。是英法百年戰爭期間，英国军队对法国城市奥尔良的围攻战。被法国民族英雄圣女贞德率领军队解除，以法国的胜利告终，英军最终损失约4000人，而防守反击方损失2000余人。
奥尔良围攻战，是贞德本人所取得的第一场胜利。这场战役成为了英法百年战争中一个重大的也是最后的转折点，为法国最终取得胜利奠定了基础。
這場戰役發生在百年戰爭後半階段，英軍勢力巔峰的時期。奧爾良對雙方都具有象徵性與戰略性的價值，当时流行的观点认为，一旦奥尔良被英军成功占领，作为英军盟友的勃艮第公爵约翰就将完成英国国王亨利五世的愿望，全面接管控制法国在欧洲大陆上的领土。这场围攻战之初，英国人占据着优势而进展顺利，城市似乎已即将易手，但是他们累积半年的胜势被年仅17岁的贞德仅用9天时间即彻底毁灭。

## 背景

### 英法百年戰爭
奧爾良之圍發生在百年戰爭期間，為法蘭西王室與英格蘭王室對法蘭西王國掌控權的競逐。衝突緣起於1337年，英王愛德華三世因其母法蘭西的伊莎貝拉，宣稱自己擁有法蘭西王室血統及法蘭西王位繼承權。

法蘭西, 1428–1429
效忠英王亨利六世的地區
勃艮第公爵領土
效忠法王查理七世的地區
重要戰役
阿金庫爾戰役, 1415
貞德前往希農, 1429
進軍蘭斯, 1429

1415年，隨著阿金庫爾之役的決定性勝利，英軍在戰爭中佔了上風，控制大部分法蘭西北部地區。根據1420年特魯瓦條約，英王亨利五世成為法蘭西王國的攝政，並與法王查理六世的女兒凱瑟琳成婚，並預計在查理六世死後繼承法蘭西王國的王位。查理六世之嫡子，即法國王太子瓦盧瓦的查理因而被剝奪繼承權。

### 地理位置
奧爾良位於法國中北部羅亞爾河流域，在發生圍城的期間是法國北方僅存效忠於法蘭西瓦盧瓦家族的城市。英格蘭與其盟友勃艮第掌控北部其餘地區，包含巴黎。奧爾良位在主要河道上，使其成為英格蘭進軍法國中部最後的阻礙。同時間英格蘭已控制法國西南海岸。

### 阿馬尼亞克派
作為奧爾良公國的首都，這座城市在15世紀的政治上具有相當重要的象徵意義。奧爾良公爵是阿馬尼亞克派的領袖，他們反對特魯瓦條約並支持被剝奪繼承權的王太子查理。阿馬尼亞克派已存在兩個世代，當時的領袖查理一世同樣也有王位繼承權，但在阿金庫爾戰役後遭到英軍俘虜，此時已被關押14年。
根據傳統騎士精神，未經反抗向入侵者開城投降的城市將會受到新統治者的寬大對待，頑強反抗的城市則可能會受到苛刻的占領，處決大量市民在這種情形下並不罕見。奧爾良在戰爭中對英格蘭的激烈反抗，加上城市與阿馬尼亞克派的連繫，使其市民不太可能在城市陷落後幸免於難。

## 戰前階段

### 戰爭狀態
在1425到1426年英格蘭與勃艮第為埃諾伯爵繼承權的而短暫關係緊繃後，雙方重新建立同盟，並在1427年對王太子查理發動攻勢。巴黎西南部的奧爾良地區成為同盟入侵的關鍵，除了控制羅亞爾河的目的外，也為了能順利連結英格蘭向西及勃艮第向東的行軍路線。法軍在1427年成功解除蒙塔日圍城之前，戰果一面倒向英格蘭—勃艮第聯盟。蒙塔日的勝利在西邊英格蘭防守較薄弱的曼恩佔領區激起零星的反抗，想將英軍在此的戰果化為烏有。
然而法蘭西沒有利用這股氣勢趁勝追擊，很大一部份的原因在於宮廷內部，王室統帥阿爾蒂爾·德·里奇蒙與王太子查理的新寵臣—宮廷內務大臣喬治·德·拉特雷穆瓦耶之間的政爭。法軍將領奧爾良的私生子讓·德·迪努瓦、拉伊爾、让·波东·德·桑特拉耶為拉特雷穆瓦耶的支持者，而夏爾·德·波旁、元帥讓·德·布羅斯、蘇格蘭援軍領袖達恩利的約翰·斯圖爾特等人則與王室統帥站在同一陣線。法蘭西宮廷內的兩派衝突甚至增溫到雙方在1428年中期發生公開衝突。
1428年初期，英軍利用法蘭西宮廷內鬥的期間獲得充分補員。被視為當代最有效率的英軍指揮官，索爾茲伯里伯爵托馬斯·蒙塔古募集2700人的新部隊（450名披甲戰士與2250名長弓手）。加上諾曼第與巴黎徵募的新兵、勃艮第的援軍以及來自皮卡第與香檳等附庸地區的部隊，整體軍力可能到達將近一萬人。
在1428年春天的戰爭會議，英格蘭攝政貝德福德公爵決定英軍將要向西平定曼恩的動亂並對昂熱發動圍城。奧爾良不在原訂的計畫當中，因為貝德福德公爵與迪努瓦私下達成協議。迪努瓦正專注在宮廷內部的鬥爭。同時奧爾良公爵是英格蘭的俘虜，長期囚禁戰俘不合騎士戰爭傳統。貝德福德宮爵同意釋放奧爾良公爵，但因為某些原因，在索爾茲伯里伯爵的軍隊在同年七月抵達後不久，他改變了心意。根據貝德福德公爵的備忘錄，轉而攻擊奧爾良可能是索爾茲伯里伯爵的想法而不是他的。

### 英軍逼近

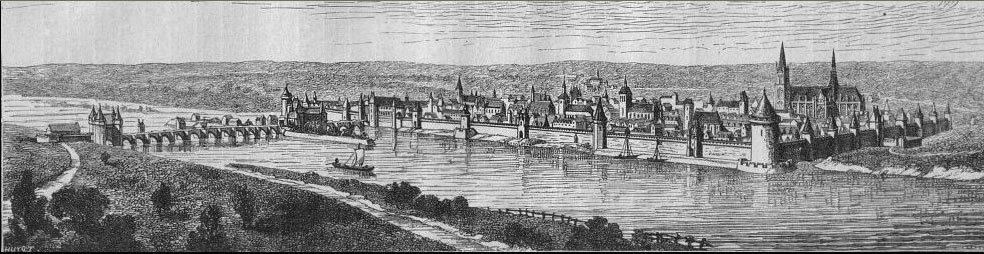
奧爾良在1428-29年的圍城期間

七月到十月之間，索爾茲伯里伯爵掃蕩了巴黎西南的鄉村地區，收復朗布依埃、诺让勒鲁瓦以及沙特尔周邊地區。接著索爾茲伯里伯爵並沒有繼續向西南朝昂熱前進，而突然間轉向東南逼近奧爾良。八月間索爾茲伯里伯爵朝羅亞爾河推進途中奪下勒皮塞與让维尔，他並未從該南下直接進入奧爾良北側，他繞過城市攻取西邊農村。索爾茲伯里伯爵在默恩抵達羅亞爾河，派遣一支分隊過河掠奪克萊里修道院。他稍微向下游朝布卢瓦推進以奪取博让西的橋樑和城堡，在此他跨越羅亞爾河，由南邊逼近奧爾良。十月七日，索爾茲伯里伯爵抵達奧爾良南部一里外的奧利韋。同一時間，由薩福克伯爵的弟弟約翰率領的分隊被遣往上游奧爾良東部，十月五日雅爾若陷落，緊接著新堡陷落，在更上游處勃艮第人拿下敘利，至此奧爾良已被完全孤立並包圍。
讓·德·迪努瓦一面分配奧爾良的防禦工作，一面看著英軍收緊包圍網準備圍城。迪努瓦準確地預測英軍會瞄準奧爾良南邊400公尺長的橋，這座橋由羅亞爾河南岸直接通向北岸的奧爾良市中心。橋梁經過河岸邊聖安托萬島，這座島是最適合索爾茲伯里伯爵配置火炮的地點，可以讓奧爾良市中心進入射程範圍。在橋梁的最南端河流上有一座帶塔樓的大門土列爾（Les Tourelles）與連接南岸的釣橋。迪努瓦派遣大量人手快速在南岸建立起一座大型土菱堡（Boulevart）來防衛橋梁。菱堡的對面是一間奧斯定會修院，雖然可以對任何進攻橋梁的軍隊進行側面攻擊，但迪努瓦決定不利用這間修會，在他的命令下，奧爾良南岸的近郊平民被撤離，並且夷平所有建築物來避免給英軍作為掩體。

## 圍城前期

### 攻擊土列爾堡壘

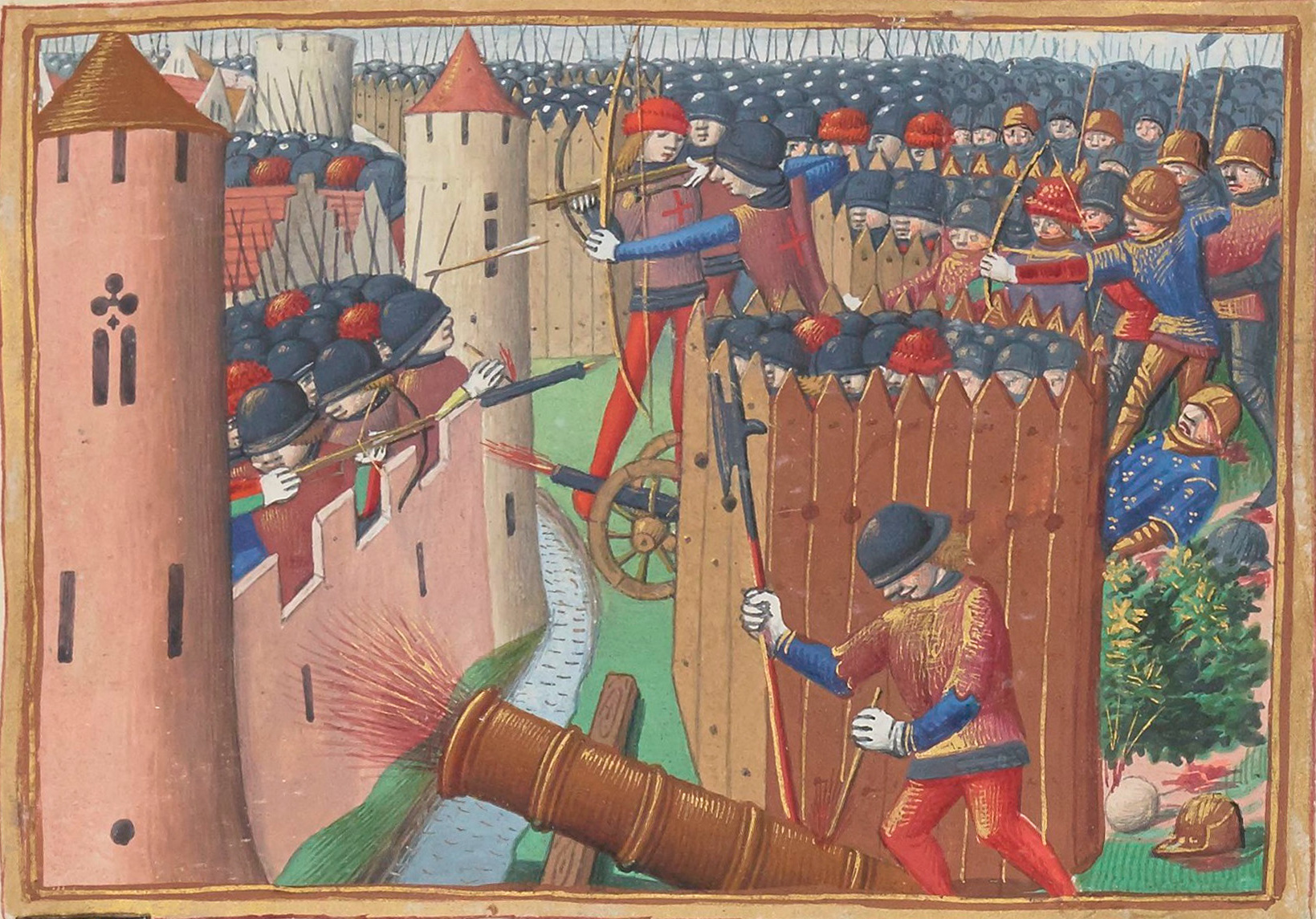
奧爾良之圍, 1429

奧爾良之圍正式開始於1428年10月12日，在10月17日發動初次炮擊。21日攻擊菱堡，但攻擊者被法軍的弓箭、繩網、熱油、熱煤灰與生石灰逼退。英軍決定不進行另一次正面攻擊，打算挖地道進入菱堡。23日，法軍將計就計，放火燒毀地道杭木後撤回城塔，但在隔日城塔卻遭到風暴破壞，離開的法軍破壞部分橋樑來避免英軍追擊。
城塔的陷落使奧爾良陷入陰霾，但元帥讓·德·布羅斯時機正好帶領大批法軍抵達阻止英軍立刻修復橋樑攻取奧爾良。兩天後英軍受挫，索爾茲伯里伯爵在監工城塔修復時，一枚炮彈擊中城塔，遭擊碎的殘骸砸中他的臉部。英軍暫時停止計畫，將索爾茲伯里伯爵送往默恩治療，但在苟延殘喘約一周後因傷死亡。

### 圍城建設
英軍在治療索爾茲伯里伯爵的空窗期使奧爾良市民有時間破壞掉南端橋梁的橋拱，使英軍失去快速修復橋樑的可能性。新來的攻城指揮官薩福克伯爵威廉·德拉波爾受命於貝德福德公爵抵達於11月中，他決定包圍城市等待城內飢荒後順服。他沒有足夠的人力挖掘環繞城市的壕溝，所以他建設一系列的外堡（bastides）。在接下來的數月間，北岸建立了七座要塞，南岸建立四座，以及一座在奧爾良西側的查理曼島，建立橋樑連接南北兩岸。

冬季，1500名勃艮第士兵加入英軍的圍城作戰。

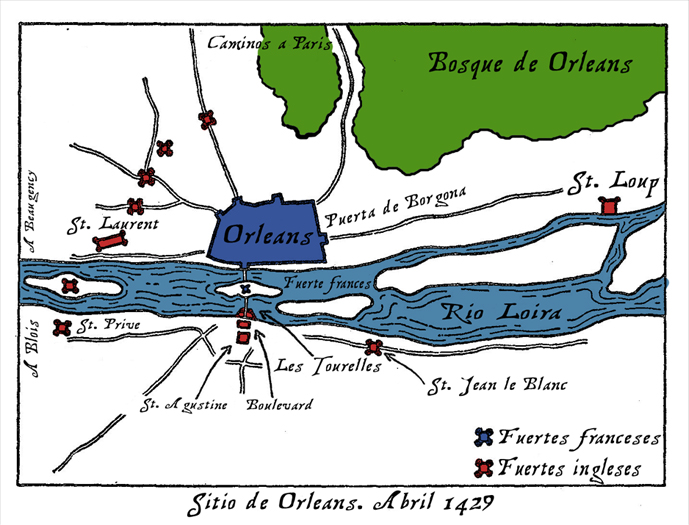
奧爾良圍城期間的英軍外堡地圖

外堡的建設過程並非沒有阻礙，法軍的駐防部隊不斷來回騷擾建築工，並且系統性地破壞郊區其他建築（值得注意的是，所有教堂都被破壞了）來避免英軍在寒冬中用作庇護所。1429年春季，英軍的外堡只控制了城市的西部與南部，北部基本上是開放狀態（當然仍有英軍部隊巡邏）。一定數量的法軍披甲戰士可以擊退英軍巡邏部隊以進出城市，但少量護衛的物資與補給則被完全封鎖，或近或遠。
在南岸，英軍以土列爾堡壘與要塞化的奧斯定修道院為中心。防衛橋梁東方的是聖讓勒布蘭要塞，防衛西方的是聖皮維要塞。聖皮維要塞同時也守著通往查理曼島的橋樑（那裏有另一座要塞）。羅亞爾河北岸，在查理曼橋的另一側，是聖勞倫要塞，這是英軍最大的堡壘暨指揮中心。往北是一系列的小型外堡，皆建築在主要道路上。東北方的缺口遍布濃密的森林。最後，城市東邊兩公里外，有著一座孤立的聖路普要塞。
雖然法軍仍有孤立的城堡，如東北邊的蒙塔日或上游的日安，任何馳援的部隊都必須經由西南邊的布盧瓦，正好就是英軍防禦最堅實的位置。運輸車隊必須走危險的迂迴路線繞到城市東北邊。很少有部隊成功抵達，而城市也很快地感受到物資匱乏。一旦奧爾良陷落，法軍便不可能收復北方國土，而王太子查理的王位也會跟著幻滅。1428年9月，希農召開三級會議，他們逼迫王太子向勃艮第公爵不論代價求和。

## 鯡魚之戰
奧爾良的危機迫使王室統帥里奇蒙與拉特雷穆瓦耶兩方的支持者於1428年10月迅速停戰。在1429年初，克勒芒伯爵夏爾·德·波旁組織法蘭西—蘇格蘭聯軍由布盧瓦出發為奧爾良解圍。聽聞英軍由約翰·法斯特爾夫領導一支補給車隊，由巴黎出發送往英軍圍城軍隊，克勒芒伯爵決定繞道攔截。一隊迪努瓦的人馬成功溜出英軍防線加入他們。兩隊在让维尔會合，並在2月12日於魯夫賴襲擊英軍車隊。這場戰鬥被稱為鯡魚之戰，得名於車隊中為即將到來的四旬期所載運的大量鯡魚。

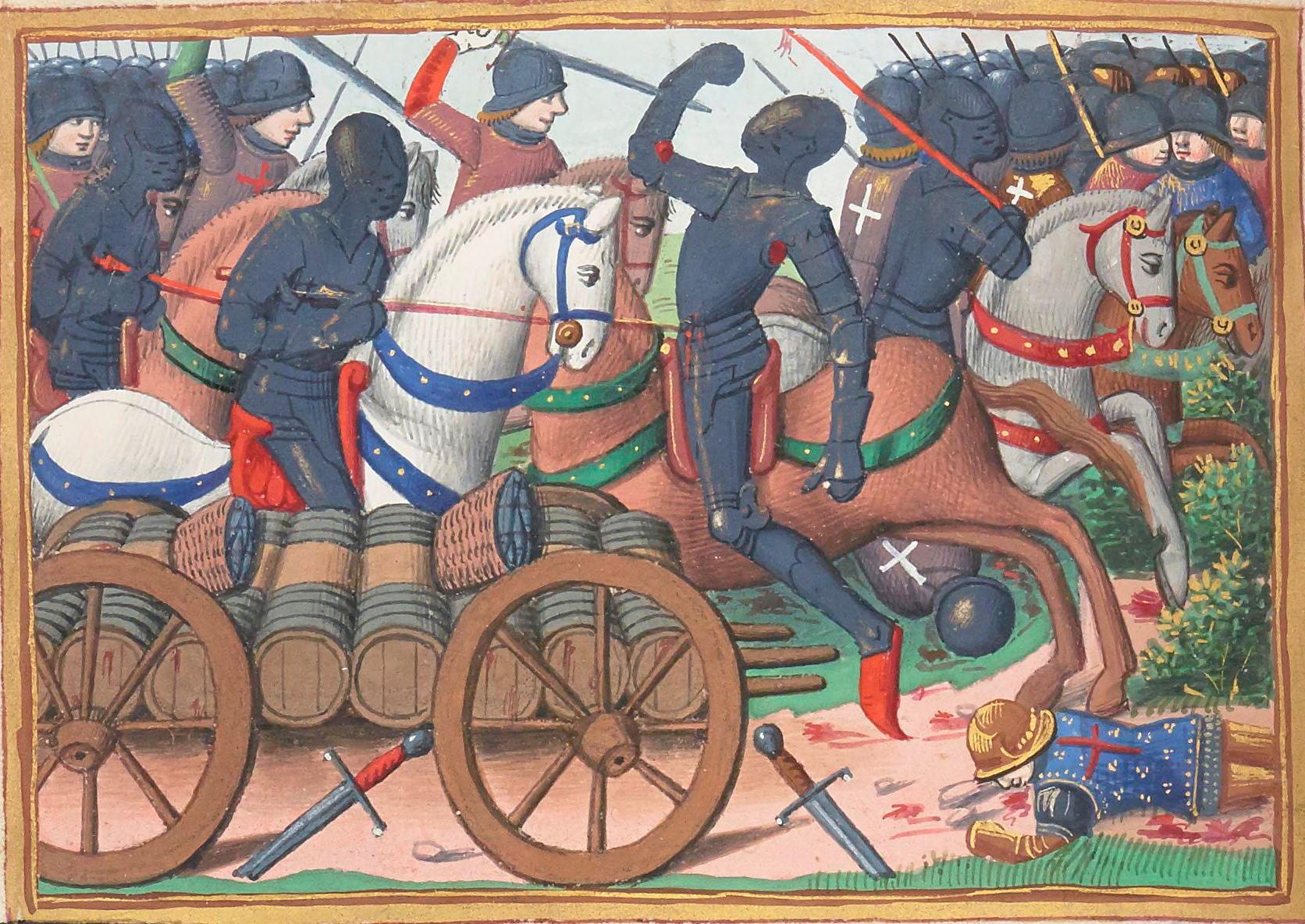
15世紀鯡魚之戰的繪畫

英軍注意到法軍的接近，用貨車組成臨時防禦工事，在內側周圍佈上弓手。克勒芒伯爵命令法軍後撤，讓火炮攻擊。但達恩利的約翰·斯圖爾特率領的蘇格蘭援軍不滿意砲擊的成效，決定向前推進。法軍部隊一時間不知到該向前進或站定原位。看到法軍站定不動或只是怯生生地前進，英軍感覺機會到來，騎兵從貨車堡壘中衝出，壓倒孤立的蘇格蘭軍然後攻向不知所措的法軍。法軍陷入混亂與恐慌，開始撤退。約翰·斯圖爾特戰死，迪努瓦負傷。三天後法斯特爾夫帶著捷報與補給進入英軍圍城基地。
魯夫賴的失敗對法軍士氣帶來毀滅性的打擊。克勒芒伯爵與迪努瓦互相譴責對方，再度開啟利修蒙與拉特雷穆瓦耶兩方的嫌隙。克勒芒伯爵厭惡的離開戰場並回歸他的領地，拒絕繼續參戰。再一次地，王太子查理被建議向勃艮第講和，若不成，則考慮放棄王太子身分，退休回多菲內，甚至流亡到蘇格蘭。

## 提議投降
3月，讓·德·迪努瓦被迫向勃艮第公爵好人菲利普提議讓出奧爾良，代表他同父異母的哥哥奧爾良公爵做為中立地帶。城市內的一群貴族和中產階級嘗試請求菲利普說服貝德福德公爵解除圍城，好讓奧爾良向勃艮第投降。具體條件寫在當時一名商人的信件中：勃艮第將能夠任命城市總督代表奧爾良公爵，城市的稅收一半付給英國，另一半作為被俘公爵的贖金，貢獻10,000金埃居給貝德福德公爵做軍費，而英格蘭將會得到奧爾良的軍事通行權。全部只為了解除圍城並將城市交給勃艮第人。
這項協議會給英格蘭機會通過奧爾良直攻王太子查理的行政中心布爾日，這也正是英軍攻打奧爾良的主要目的。4月初勃艮第派人趕往巴黎說服攝政貝德福德公爵接受提案，但貝德福德公爵認為奧爾良已在崩潰邊緣，拒絕轉讓他的戰利品。失望的菲利普憤怒地將勃艮第援軍撤離圍城。勃艮第軍隊於1429年4月17日離開，使得英軍只能用極少量的部隊維持圍城。這項決定長遠來看是英格蘭最糟的失誤，並證明他們失去了最好的機會。

## 貞德抵達奧爾良
恰好在鯡魚之戰當日，年輕的法國農村少女貞·德與沃庫勒爾的多菲內人隊長—罗贝尔·德·博德里古會面，嘗試說服這位多疑的隊長她收到神聖的使命來救助王太子查理，並送他前往蘭斯進行加冕。此前她已和博德里古見面兩次並都遭到拒絕，但這次博德里古認同貞德並安排護衛送她到王太子在希農的宮廷。根據當時外交官紀堯姆·庫西諾父子的日誌《少女編年史》(Chronique de la Pucelle )的紀載，這次與博德里古的會面，貞德預測當天王太子的軍隊將會在奧爾良附近遭到慘痛打擊，如果不盡速讓她和王太子見面，便會發生另一次慘敗。於是當魯夫賴戰敗的消息傳到沃庫勒爾，博德里古便相信了少女的預言並同意護送她。不論這則故事的真實性如何，貞德在2月23日離開沃庫勒爾向希農出發。

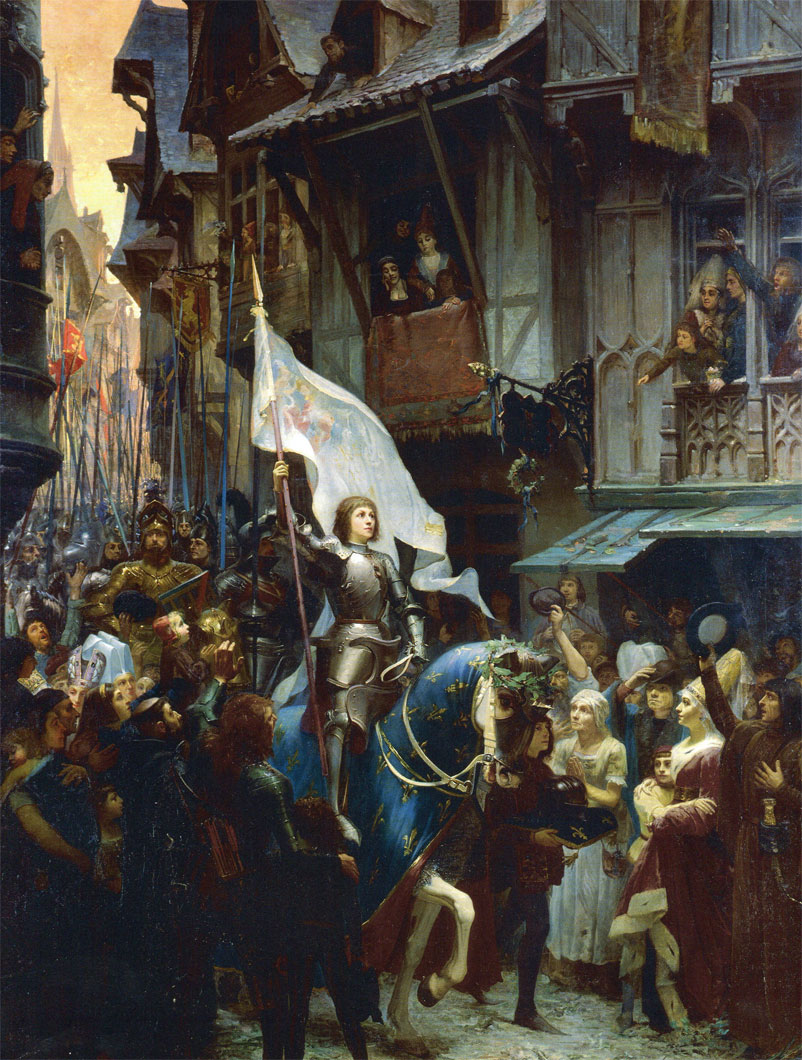
貞德進入奧爾良 （1887年繪製）

關於會有一名披甲少女拯救法蘭西的模糊預言已流傳數年。許多預言提到披甲少女將會由洛林邊界而來，貞德的出生地棟雷米便在那附近。結果當貞德前往和王太子見面的消息傳入奧爾良市民耳中時，期待與希望一時高揚。
1429年3月6日，博德里古親自護送貞德抵達希農，並和拉特雷穆瓦耶見面。3月9日她終於見到王太子查理，又過了數日才和王太子私下會面，這時他才終於相信貞德擁有「神力」（或至少他認為貞德有用）。然而王太子堅持要她先前往普瓦捷讓教會權威鑑定。在判決書宣布貞德無害且能安全雇用後，王太子終於在3月22日接受她的效忠。貞德被授予一套板甲、一面旗幟、一位侍童與一批使者。
貞德的第一個任務是加入布盧瓦集結的車隊，由元帥讓·德·布羅斯指揮將補給運至奧爾良。在這裡貞德向英軍圍城指揮官發送知名的公文，自稱「少女」(La Pucelle) ，以上帝之名命令他們：「離開，否則我逼你們走。」
4月27或28日，援助車隊以近乎宗教遊行式的隊伍由4-500名士兵護衛離開布盧瓦。貞德堅持從英軍密集的北邊進入奧爾良，想要立即和他們交戰。但指揮官決定帶著車隊迂迴繞過城市的南側而沒有知會貞德，最後抵達奧爾良東部約4里外的羅亞爾河南岸（靠近謝西）。奧爾良的指揮官讓·德·迪努瓦親自渡河與他們見面。貞德對指揮官的欺瞞感到忿忿不平，並下令立刻攻擊最近的英軍要塞聖讓勒布蘭，但迪努瓦和元帥提出抗議，付出些努力讓貞德不在城市完成補給前發動任何攻擊。補給車隊靠近聖路普的渡船口，通過北岸的英軍聖路普要塞渡河。當法軍游擊隊牽制要塞守軍時，一支船隊由奧爾良來到渡船口接應補給、貞德和兩百名士兵。一個貞德知名的奇蹟據說發生於此，原本的風向將船帶向上游突然改變方向，順風將他們在夜幕下送回奧爾良。4月29日約晚間8點，貞德在市民的歡慶下進入奧爾良，而剩餘的車隊則返回布盧瓦。

## 解除圍城
在接下來的數日，為了提升士氣，貞德不時來到街上遊行，為市民分送食物，為士兵發放薪俸。貞德也向英軍堡壘發送訊息要求離開，英軍指揮官則以嘲諷回應，還有人威脅要以「女巫的使者」之名殺害信使。
貞德也參加了迪努瓦和其他法軍將領的戰術會議，根據《奧爾良圍城日誌》(Journal du siege d'Orléans)紀錄，在這一周中貞德和負責城市防禦的奧爾良私生子迪努瓦有著多次激辯。
迪努瓦認為城市的守軍不足以進行任何行動，5月1日將城市交給拉海爾，親自前往布盧瓦籌集援軍。貞德利用這段空檔走出城牆外，親自觀察英軍的所有圍城設施，並一度和英軍指揮官威廉·格萊斯代爾對話。
5月3日，迪努瓦的增援車隊離開布盧瓦向奧爾良出發。同時，其他部隊也從蒙塔日和日安出發到奧爾良。5月4日早晨，迪努瓦的軍隊來到羅亞爾河北岸，完全進入英軍聖勞倫要塞的視野內，由於法軍人數眾多，英軍拒絕出戰，貞德親自騎馬出城迎接。

### 攻擊聖路普
援軍抵達同日中午，為了確保更多補給車隊由東邊順利抵達，迪努瓦連同蒙塔日和日安的部隊向聖路普要塞發動攻擊。貞德因為小睡片刻而幾乎錯過戰鬥，但她立刻趕赴現場加入戰局。英軍400人的守軍敵不過法軍1500名攻擊者。為了分散法軍的力量，英軍指揮官約翰·塔爾博特從奧爾良北端的小要塞出擊，但是卻被法軍的突圍部隊攔阻。數小時後，聖路普要塞陷落，約140名英軍戰死，40名遭俘擄。一些聖路普的英格蘭守軍在附近的教堂遺址被抓到，但貞德要求放過他們。聽聞聖路普要塞陷落的消息，塔爾博特放棄北邊的攻勢。

### 攻擊奧斯定修院
隔日，5月5日是耶穌升天日，貞德催促攻擊英軍最大的堡壘，西邊的聖勞倫要塞。但是法軍將領深知該要塞實力堅強且士兵需要休息，勸說貞德讓大家平安地度過節日。經過一整夜，在一個軍事會議上，法軍決定最佳地攻擊方針是清除英軍最弱的南岸要塞。
行動在5月6日一早展開，奧爾良市民在貞德的激勵以她的名義組成了民兵隊，並且出現在城門，這困擾了正規軍指揮官們，但貞德還是說服這些專家讓民兵隊加入。法軍乘船過河，在聖埃南島上岸，搭建浮橋抵達南岸大橋要塞及聖讓勒布蘭要塞之間。法軍的計畫是從中間截斷兩座要塞並攻下西部的聖讓勒布蘭，但英格蘭駐軍指揮威廉·格萊斯代爾嗅出法軍的意圖，事先破壞掉聖讓勒布蘭要塞，並將軍隊集中到南岸中央的菱堡—土列爾—修道院複合堡壘。
在法軍完全登陸南岸以前，據報貞德對菱堡的強處發動急襲。這次攻擊讓軍隊側翼暴露在修道院的射擊範圍內，差點成為一樁慘劇。這次攻擊中斷原因是有傳言英軍在更西邊的聖皮維要塞守軍正在向上游快速移動，支援格萊斯代爾並切斷法軍。法軍發生恐慌並拖著貞德從菱堡撤退回到登陸地點。英軍看見「女巫」正在逃跑且「魔咒」被破除，格萊斯代爾的軍隊衝出要塞追擊。根據傳說，貞德轉身面對英軍，高舉神聖旗幟大喊「以上帝之名」(Au Nom De Dieu)，嚇退了英軍使他們撤回菱堡。逃亡中的法軍回頭集中到她身邊。
看著戰局轉變，吉爾·德·雷諫言貞德立刻恢復攻擊，但不是針對菱堡而是攻擊與其分離的奧斯定修院。在整日的激戰過後，法軍在日落前成功奪下修道院。
由於法軍掌控修道院，格萊斯代爾的守軍被圍困在土列爾堡壘內，當夜，聖皮維要塞的剩餘守軍撤出堡壘過河加入聖勞倫要塞的指揮中心。格萊斯代爾雖然被孤立，但是他仍有精良且掩蔽良好的7-800名守軍。

### 攻擊土列爾堡壘
貞德在攻擊修道院時腿部受傷，並被送回奧爾良內休養一夜，因此並未參加傍晚的戰爭會議。隔日（5月7日）早晨，她被要求待命不參加最後的土列爾堡壘攻擊，但她拒絕然後起身來到法軍南岸的營地，受到人們的歡迎。市民募集更多新兵加入貞德，並準備資材計畫修復橋樑以對堡壘進行夾擊。砲兵部署在聖安托萬島上。

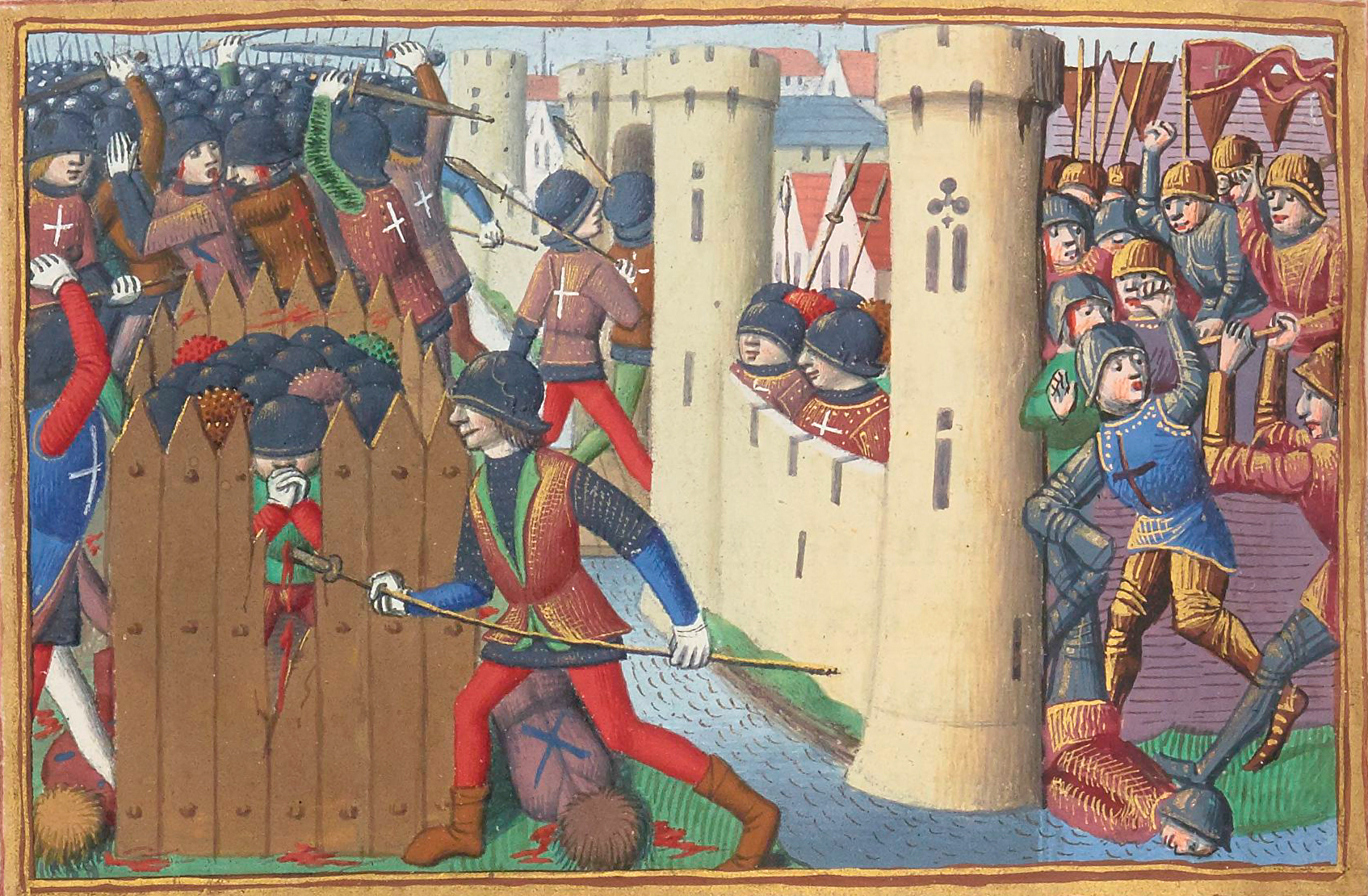
15世紀的繪畫描繪奧爾良圍城期間，法軍部隊攻擊英軍堡壘。

這天被消耗在徒勞的砲擊以及嘗試挖掘及燒毀船隻削弱堡壘。隨著夜幕將近，迪努瓦決定將最後的攻擊留待明日，貞德收到訊息後招來她的馬匹騎到一處地點進行祈禱，接著她返回營地，自己帶著一架攻城梯往菱堡正面攻去。據傳她在喚來部隊的時候喊出：「全都是你們的，衝進去！」（Tout est vostre – et y entrez!）。法軍跟隨著她衝入戰場，架起攻城梯爬上菱堡。貞德在衝突開始不久便負傷，被長弓射中脖子與左肩之間，並迅速被帶離戰場。貞德戰死的傳聞提振了英軍，且動搖法軍士氣。但目擊者說，貞德在傍晚回歸，並告訴士兵，最後一波攻勢將可拿下要塞。貞德的告解神父讓·巴斯克爾事後表示她對於受傷有著某種預感，貞德在戰鬥前一日曾向他說：「明日我的鮮血將會由胸口上方湧出。」
法軍持續整日的攻勢並迫使英軍撤出菱堡進入最後防線土列爾堡壘，但是連接稜堡與土列爾的吊橋損毀，格萊斯代爾墜入河中溺斃。法軍從兩側（橋梁已修復完畢）襲捲堡壘主體。最後堡壘在半焚毀的狀況下在傍晚落入法軍手裡。
英軍的損失十分慘重，包含當日發生的其他戰鬥（英軍趕來的支援被中途攔截），英軍接近千人被殺，600人被俘。200名法軍俘虜在堡壘內被發現並釋放。

## 圍城戰結束
隨著土列爾堡壘陷落，英軍完全失去羅亞爾河南岸，奧爾良現在已經能夠輕易完成充分補給，沒有理由繼續圍城。
5月8日早晨，北岸的英軍部隊在薩福克伯爵與約翰·塔爾博特指揮下摧毀聖勞倫要塞並在附近的原野佈陣。法軍在迪努瓦的領導下在他們前方列陣，雙方面對面僵持近一小時。之後英軍撤出原野，前往加入默恩、博讓西、雅爾若的其他部隊。部分法軍將領促請出擊迅速殲滅周邊的英軍，但據聞貞德否決了，因為當天是周日。

## 戰後
英軍並不認為自己戰敗了，即便他們已經受到挫折且在奧爾良大量損兵折將，但奧爾良周邊地區的城鎮—博讓西、默恩、让维尔、雅爾若，都還在他們手裡。英軍仍有機會重新集結部隊再次包圍奧爾良，而且這次橋樑已經修復，更有機會直接攻擊奪城。薩福克伯爵當日（5月8日）的主要任務在營救殘餘的英軍軍力。
法軍將領除了貞德外也很清楚這個可能性。貞德離開奧爾良，5月13日在都爾城外和王太子查理會面，向他報告她的勝利。她立刻要求法軍向北進軍前往香檳的蘭斯，但法軍將領知道他們必須先清除羅亞爾河的英軍以脫離險境。
經過數周的補給與休養，法軍發動羅亞爾河戰役。自願兵與物資湧進法軍以為貞德服務，甚至連受到宮廷排擠的王室統帥阿爾蒂爾·德·里奇蒙都被允許加入戰役。經過一系列的小規模圍城—雅爾若戰役（6月12日）、默恩戰役（6月15日）與博讓西戰役（6月17日），法軍收復羅亞爾河地區。一支由約翰·塔爾博特領導的英軍增援部隊由巴黎趕到，在6月18日的帕提戰役被擊敗，這是多年來法軍第一次在野戰中獲得顯著勝利。這場戰役中薩福克伯爵與約翰·塔爾博特被俘虜，在此之後法軍感到安全無虞才正式答應貞德的要求向蘭斯進軍。
經過些許準備，向蘭斯的進軍在6月29日由日安出發，王太子查理跟隨貞德與法軍進入勃艮第佔領的香檳地區。沿路上歐賽爾拒絕開城迎接（7月1日），圣弗洛朗坦投降（7月3日），在經過一些抵抗後，特魯瓦（7月11日）、沙隆（7月15日）也跟著降伏。7月16日他們抵達蘭斯，1429年7月17日，王太子查理在貞德的陪同下終於正式加冕為法蘭西國王查理七世。

## 文化遺產
奧爾良市每年皆會舉辦慶典活動紀念奧爾良解圍，包含了中世紀與現代的元素，會有一名女性穿著全套甲冑騎在馬上象徵貞德。
恰巧在每年5月8日同時慶祝奧爾良解圍與歐戰勝利紀念日。

## 引用
1. 1 2 3 4  Charpentier & Cuissard（1896年），第410页
2. ↑  DeVries（1999年），第20–24页
3. ↑  DeVries（1999年），第26页
4. ↑  Ramsay（1892年），第374页
5. ↑  Ramsay（1892年），第375–376页
6. ↑  Ramsay（1892年），第380页
7. 1 2 3 4 5  Ramsay（1892年），第386页
8. ↑  Beaucourt（1882年），第144–168页
9. ↑  Jones（2000年），第20页
10. 1 2 3 4  Ramsay（1892年），第382页
11. 1 2 3 4 5  Ramsay（1892年），第381页
12. ↑  Ramsay（1892年），第382页，n. 2
13. ↑  Ramsay（1892年），第398页
14. ↑  Cousinot de Montreuil，第257页
15. 1 2 3 4 5  Ramsay（1892年），第383页
16. ↑  Cousinot de Montreuil，第261页
17. ↑  Ramsay（1892年），第383–384页
18. ↑  DeVries（1999年），第61页
19. 1 2  Ramsay（1892年），第384页
20. ↑  Cousinot de Montreuil，第265页
21. ↑  Ramsay（1892年），第387页
22. ↑  Ramsay（1892年），第386页，n4
23. ↑  Ramsay（1892年），第385–386页
24. ↑  Cousinot de Montreuil，第266页
25. ↑  DeVries（1999年），第65–66页
26. ↑  . Xenophon Group. 1999-12-21  [2019-01-03]. （原始内容存档于2017-09-25）.
27. ↑  Cousinot de Montreuil，第269页
28. ↑  Jones（2000年），第24页
29. ↑  Ramsay（1892年），第386–387页
30. ↑  Pollard（2005年），第15页
31. ↑  Jones（2000年），第26页
32. ↑  DeVries（1999年），第67–68页
33. ↑  DeVries（1999年），第39页
34. ↑  Cousinot de Montreuil，第272頁. 貞德與博德里古的見面是根據審判貞德當時的證詞，詳見Quicherat's Procès, vol. 1 p. 53 （页面存档备份，存于）, vol. 2 pp. 436 （页面存档备份，存于）, 456 （页面存档备份，存于）.
35. ↑  Ramsay 1892，第390頁; Beaucourt 1882，第204–09頁.
36. ↑  公文內容請參考Cousinot de Montreuil，第281頁
37. ↑  Cousinot de Montreuil，第288页
38. ↑  Ramsay 1892，第393頁. 這是根據Cousinot de Montreuil (pp. 289 （页面存档备份，存于）–290 （页面存档备份，存于）)所述。然而讓·巴斯克爾看法不同(見 Quicherat's Procès vol. 3, p. 107 （页面存档备份，存于）) 認為在耶穌升天日停戰最初是貞德的想法。
39. ↑  Cousinot de Montreuil，第290–291頁; Ramsay 1892，第394頁.
40. ↑  Cousinot de Montreuil，第291–292页
41. ↑  Cousinot de Montreuil，第293页
42. ↑  Quicherat's 1845 Proces, p. 109 （页面存档备份，存于）. 根據Cousinot de Montreuil (p. 293 （页面存档备份，存于）) 將兩個事件分開，並紀錄貞德是在更早的晨間攻勢中受傷，直到她恢復後才決定發動下午的攻勢。
43. ↑  Cousinot de Montreuil，第294页
44. ↑  Cousinot de Montreuil，第296页
45. ↑  Fêtes de Jeanne d'Arc (Festivals of Joan of Arc, Orleans)  – May 8, 2016 Photos （页面存档备份，存于） Orleans & son AgglO

## 延伸閱讀
- Cooper, Stephen. . Pen & Sword Military. 2010-09-20. ISBN 978-1-84884-123-9.
- Nicolle, D.  (PDF). Osprey Publishing. 2001-11-25  [2019-01-03]. ISBN 978-1-84176-232-6. （原始内容存档 (PDF)于2020-09-18）.

## 外部連結
- . eHistory.   [14 November 2012]. （原始内容存档于2012-12-12）.
- . Encyclopædia Britannica.   [2019-01-03]. （原始内容存档于2015-04-26）.
- Chapter on the Siege of Orleans （页面存档备份，存于）
- Joan of Arc at Orleans（页面存档备份，存于）
- St Joan of Arc and the Scots Connection （页面存档备份，存于）
- The Siege of Orleans （页面存档备份，存于）

47°54′09″N 1°54′32″E / 47.9025°N 1.9089°E